# Gulddraken
För andra betydelser, se Gulddraken (olika betydelser).
Gulddraken är Dagens Nyheters årliga pris sedan 2001 för de bästa restaurangerna, kaféerna och barerna i Stockholm. Vinnarna utses av Krogkommissionen, som är en del av Dagens Nyheters redaktion för lokalbilagan På Stan. Gulddrakenlogotypen är designad av den grafiska formgivaren Nille Svensson.

## Vinnare av Gulddraken
| År     | Kategori: Vinnare Årets...  | Kategori: Vinnare Årets...         | Kategori: Vinnare Årets...   | Kategori: Vinnare Årets... | Kategori: Vinnare Årets... | Kategori: Vinnare Årets...                         | Kategori: Vinnare Årets... |
| År     | Lyx                         | Mellan                             | Budget                       | Bar                        | Kafé                       | Hederspris Förnyare Fynd Person                    |                            |
| ------ | --------------------------- | ---------------------------------- | ---------------------------- | -------------------------- | -------------------------- | -------------------------------------------------- | -------------------------- |
| 2020   | Gastrologik                 | Sekt                               | Pat's Place                  | Lucy's Flower shop         | Robin Delselius Bageri     | ----                                               |                            |
| 2019   | Oaxen krog                  | Hantverket                         | The Fishery, Brunkebergstorg | Videgård                   | Gast                       | Fredrik Eriksson Bio/Bistro Capitol Sensum         |                            |
| 2018   | Soyokaze                    | Kagges                             | Brisket and Frends           | Folii                      | Fosch Artisan Pâtisserie   | Magdalena Ribbing*                                 |                            |
| 2017   | Adam/Albin                  | Portal                             | 800 Grader                   | Yuc!                       | Mellqvist Caffè Bar        | A A Gill* Sturehof Take Over                       |                            |
| 2016   | Omakase köttslöjd           | The Flying Elk                     | Ai Ramen                     | Bottles                    | Enskedeparkens bageri      | Ricard Constantinou Erika Lindström Seyhmus Ceylan |                            |
| 2015   | Oaxen krog                  | Fotografiska                       | Katarina Ölkafé              | Pharmarium                 | Café Pascal                | Jonas Bohlin                                       |                            |
| 2014   | Oaxen krog                  | Lilla Ego                          | Restaurang Voltaire          | Tweed                      | Kafé Esaias                | Daniel Crespi Gro Restaurang Gaston vinbar         |                            |
| 2013** | Frantzén/Lindeberg          | Ekstedt                            | Speceriet                    | Tjoget                     | -----                      | Esperanto                                          |                            |
| 2011   | Gastrologik                 | Chez Betty                         | Blue Light Yokohama          | AG                         | ------                     | Pontus!                                            |                            |
| 2010   | Operakällaren               | Brasserie Godot                    | Råkultur                     | 19 Glas                    | Petite France              | Nobis Hotel                                        |                            |
| 2009   | Mathias Dahlgren (matsalen) | Seikoen                            | Ramen Ki-mama                | Kåken                      | Petite France              | -----                                              |                            |
| 2008   | Mathias Dahlgren (matsalen) | Mathias Dahlgren (matbaren)        | Indian Garden                | Le bar rouge               | Petite France              | -----                                              |                            |
| 2007   | Leijontornet                | Carl Michael                       | Caffè Nero                   | Inferno                    | Xoko                       | Johanna Beckman                                    |                            |
| 2006   | Esperanto                   | Döden i grytan                     | Caffé Nero                   | Marie Laveau               | Nitty Gritty Café          | Patrik Liljegren                                   |                            |
| 2005   | Lux                         | Marie Laveau                       | Hanoi Bar                    | Nada                       | Skåningen                  | Landet                                             |                            |
| 2004   | Mistral                     | Döden i grytan/Den gamle och havet | Indian Garden                | Grill                      | Copacabana                 | Konst 2                                            |                            |
| 2003   | Lux                         | Mäster Anders                      | Abyssinia                    | Riche                      | -----                      | Annelie Åkerstedt                                  |                            |
| 2002   | Fredsgatan 12               | South of Siberia                   | Sibiriens soppkök            | Olssons skor               | -----                      | Josefina Adolfsson                                 |                            |
| 2001   | Operakällaren               | Tranan                             | Happy India                  | Cadierbaren                | -----                      | Ozan Sunar                                         |                            |

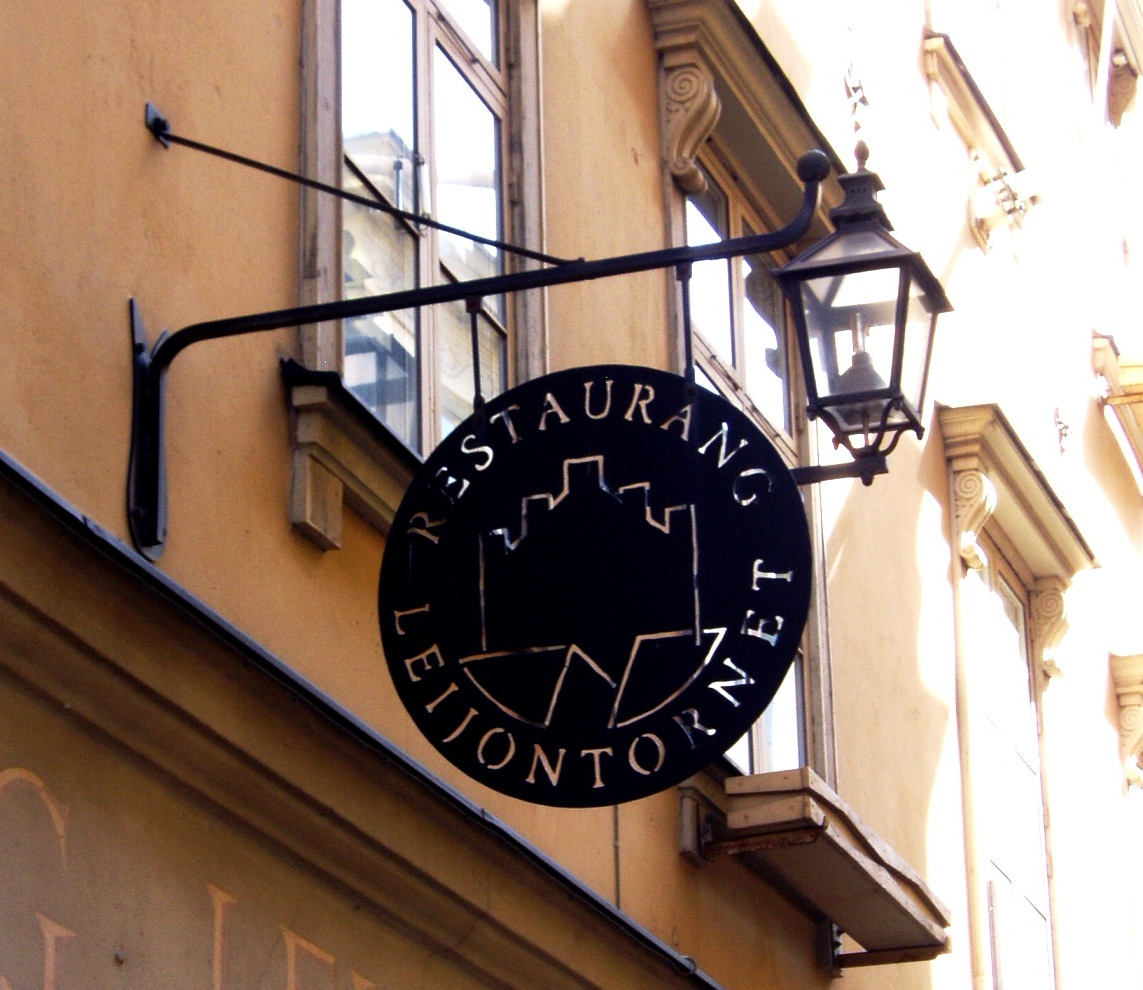
Reklamskylt för den numer stängda restaurang Leijontornet

*Gulddrakens hederspris - postumt utdelat.

**Utdelningen flyttade 2012 från slutet av året till början på nästa – därför finns inga vinnare av Gulddraken 2012.